# Viscidio
Viscidio es un término botánico que se refiere a un adhesivo viscoso que existe en las flores , que sirve para recoger el polen, en las orquídeas generalmente llena la cavidad estigmática y sirve para quitar las  polinias que llevan adheridas los insectos a la espalda, la cabeza o las alas cuando visitan estas flores. Cuando el insecto no lleva polinios se pone una capa de adhesivo que hará que destaque la antera de la flor y luego recoge su polinias a retirarse. Las polinias de las flores de las orquídeas  están conectados al viscidio por diferentes filamentos llamados caudículas o estipe, según su formato.